# کوه چمگان
کوه چمگان، کوه رحمت، کوه مهر یا کوه میثرا در بخش شمال شرقی شهرستان مرودشت واقع شده و به صورت منفصل جهت شمالی و جنوبی دارد. وسعت این کوه ۵۰ کیلومتر است و عرض آن حدود ۱۵ کیلومتر است. این کوه دشت ارسنجان را از مرودشت جدا می‌کند و  در دامنه‌های آن محوطه‌های دوران تاریخی و عشایری کشف شده‌است.
نقش رجب و شهر استخر نیز در دامنه این کوه واقع شده‌اند که اهمیت زیادی دارند و در منظر فرهنگی تخت جمشید واقع شده‌اند.

## آثار تاریخی
کوه رحمت، به ویژه در دامنه شمالی و حد فاصل تخت جمشید تا شهر ساسانی استخر مملو از آثار تاریخی و نیز گورهای باستانی متعلق به دوره‌های هخامنشی، فراهخامنشی و ساسانی است. به همین علت اهمیت ثبت جهانی این کوه بزرگ برای یونسکو اثبات شده‌است.
یکی از آثار مهم کوه رحمت گورستان چشمه‌است که این گورستان در سال ۱۳۳۹ توسط اشمیت حفاری شد. اما کشتی حامل آثار به دست آمده از این گورستان در سفر به آمریکا غرق شد. به همین علت اطلاعاتی از این گورستان در دست نیست.
به گفته عضو هیئت باستان‌شناسی بنیاد پژوهشی پارسه و پاسارگاد میراث موجود در این کوه که بیشتر به گورهای باستانی مربوط می‌شود اطلاعات ارزشمندی از شهر پارسه و شهر تاریخی استخر در خود نهفته دارند.

## ثبت یونسکو
با توجه به این‌که یونسکو بر ثبت منظر فرهنگی تخت جمشید و کوه رحمت تأکید فراوانی دارد، قرار است به زودی محدوده ثبتی تخت جمشید بیشتر شود.